# Спасяването на Шайло
„Спасяването на Шайло“ (на английски: Saving Shiloh) е американска семейна драма от 2006 г. на режисьора Санди Тунг, базиран на едноименния роман, написан от Филис Рейнолдс Тейлър. Това е третият и последният филм от трилогията, чиито други членове са предишните два филма.

## Актьорски състав
| Актьор           | Роля                   |
| ---------------- | ---------------------- |
| Джейсън Дули     | Мартин „Марти“ Престън |
| Джордан Гарет    | Дейвид Хауърд          |
| Тейлър Момсен    | Саманта „Сам“ Уолъс    |
| Скот Уилсън      | Джъд Травърс           |
| Ан Дауд          | Луиз „Лу“ Престън      |
| Джералд Макрейни | Реймънд Престън        |
| Либърти Смит     | Ребека Престън         |
| Кайл Чавария     | Дара Лин Престън       |